# Orquesta Filarmónica de Zagreb

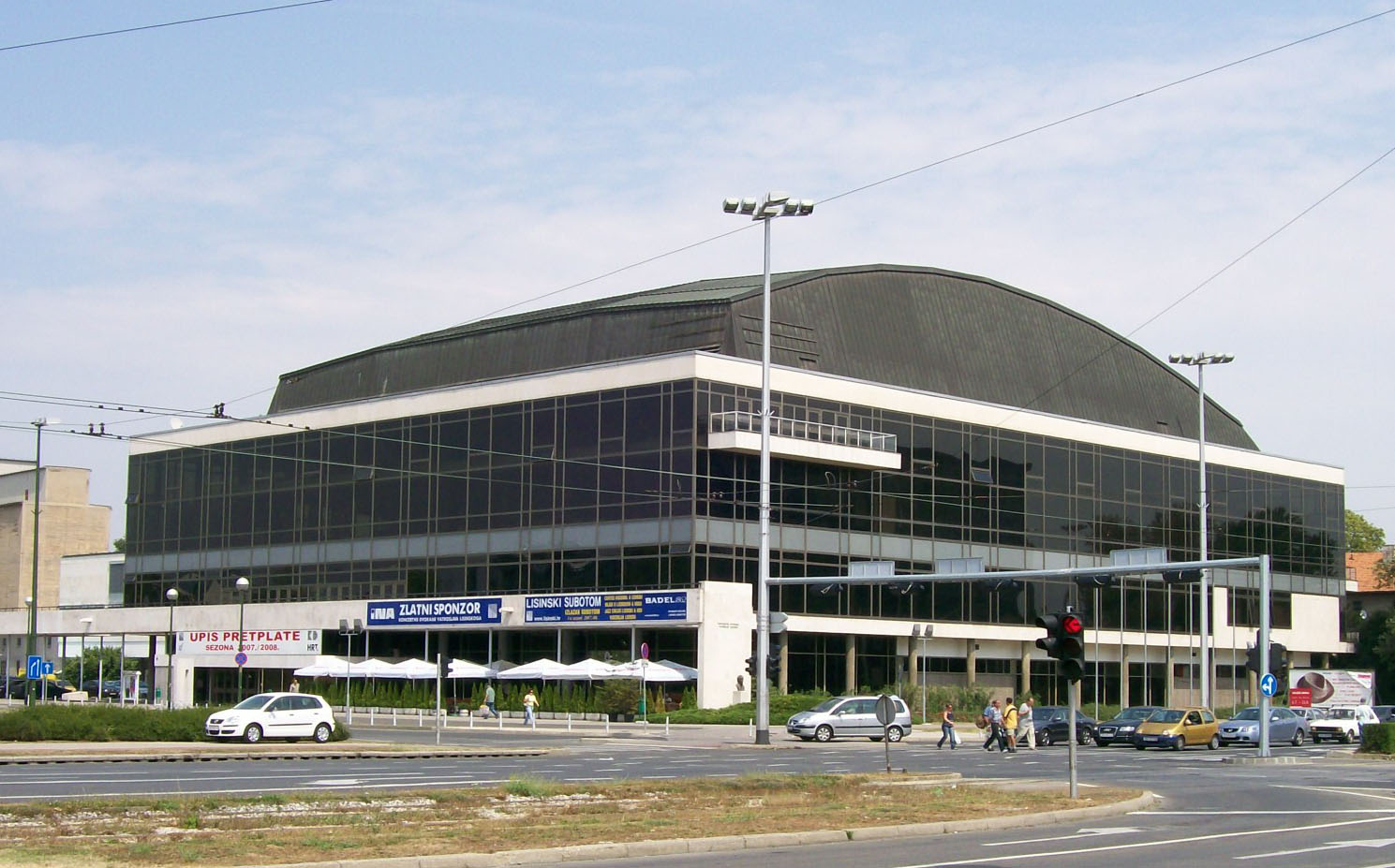
Sala de conciertos Vatroslav Lisinski

La Orquesta Filarmónica de Zagreb (Zagrebačka filharmonija, ZGF en croata) es una orquesta fundada en Zagreb, Croacia.

## Historia
En 1871 fue fundada la orquesta en Zagreb.
En 1920 recibió su nombre actual.
Muchos directores de primera fila han dirigido la orquesta, como por ejemplo Friedrich Zaun, Milan Horvat, Lovro von Matačić, Mladen Bašić, Pavle Dešpalj, Kazushi Ono, Pavel Kogan, Ali Rahbari y Vjekoslav Šutej.
Muchos directores y compositores famosos también han colaborado con la Filarmónica de Zagreb: Bruno Walter, Leopold Stokowski, Paul Kletzki, Sir Malcolm Sargent, Kiril Kondrashin, Kurt Sanderling, Carlo Zecchi, Jean Martinon, Milan Sachs, Krešimir Baranović, Boris Papandopulo, Stjepan Šulek, Milko Kelemen, Igor Stravinski y Krzysztof Penderecki entre otros. 
Entre los directores invitados de los últimos años cabe destacar los siguientes: Dmitri Kitajenko, Lorin Maazel, Leopold Hager, Valery Gergiev, Marko Letonja, Rafael Frühbeck de Burgos, Hans Graf, Sir Neville Marriner, Berislav Klobučar, Jesús López Cobos y Peter Maxwell Davies entre otros.
La Orquesta Filarmónica de Zagreb ha hecho representaciones en casi todos los países europeos, en Rusia, los Estados Unidos, México y Japón. Ha participado también de manera regular en el Festival de verano de Dubrovnik y en la Bienal de Zagreb.